# Calbovista
Calbovista — рід грибів родини Agaricaceae. Назва вперше опублікована 1995 року.

## Класифікація
До роду Calbovista відносять 2 види:
- Calbovista subsculpta
- Calbovista subsculpta